# Hans-Ulrich Obrist
Hans-Ulrich Obrist, född 21 maj 1968 i Zürich i Schweiz, är en schweizisk konstkurator och konstkritiker. 
Hans-Ulrich Obrist studerade statsvetenskap och ekonomi vid Sankt Gallens universitet. Under denna period organiserade han 1991 vid 23 års ålder utställningen The Kitchen Show med verk av Christian Boltanski och Peter Fischli & David Weiss i sitt kök. År 1993 grundade han Museum Robert Walser. Han var samtidigt kurator vid Musée d'Art Moderne de la Ville de Paris. Han var medkurator 1996 för den första Manifesta-biennalen. 
2009 utsågs han av Art Review som den mest inflytelserika personen i konstvärlden.
Hans-Ulrich Obrist bor och arbetar i London. Han är ansvarig för internationella projekt på Serpentine Gallery. Han är också medredaktör för tidskriften Cahiers d'art.